# Ілія Боренович
Ілія Боренович (серб. Илија Бореновић; нар. 31 грудня 1982) — сербський футболіст та тренер, виступав на позиції нападника та півзахисника.

## Життєпис
Футболом розпочав займатися 1990 року в юнацькій команді «Земун» (Белград). У 1999 році перейшов до молодіжної команди «Лозанни». У футболці першої команди в сезоні 2002/03 років зіграв 23 матчі. Новий сезон розпочав в аматорському колективі «Стад Лозанна-Уши» (7 матчів, 4 голи). Під час зимової перерви сезону 2003/04 років приєднався до «Кривбасу». Дебютував у футболці луганського клубу 25 жовтня 2003 року в програному (1:2) виїзному поєдинку 13-о туру Вищої ліги проти дніпропетровського «Дніпра». Ілія вийшов на поле на 82-й хвилині, замінивши Чуквіді Нвогу. У складі «Кривбасу» зіграв 3 матчі в чемпіонаті України та 1 поєдинок у кубку України. По завершенні сезону повернувся до Сербії, де протягом сезону захищав кольори першолігового клубу «Бежанія» (25 матчів, 3 голи). У 2005 році перейшов до нижчолігового швейцаського клубу «Ешаллан». По завершенні сезону 2008/09 років залишив розташування клубу. Потім виступав в аматорському клубі «Славія» (Лозанна). У сезоні 2012/13 років знову виступав в «Ешаллані».
Ще будучи гравцем розпочав тренерську діяльність. У сезоні 2009/10 років був граючим головним тренером «Славії» (Лозанна). З 2011 по 2013 рік тренував другу команду «Ешаллану». У 2013 році допомагав тренувати Александре Комісетті молодіжну команду «Вауда», проте вже незабаром очолив юнацьку команду «Вауда». З липня 2015 по квітень 2018 року очолював молодіжну команду «Вауда». З квітня по червень 2018 року тренував «Лозанну». Після цього працював асистентом головного тренера команди. З 1 липня 2018 року — головний тренер молодіжної команди «Вауда».